# 杰勒托克桑事件
杰勒托克桑事件即十二月事件，是发生在1986年的哈萨克苏维埃社会主义共和国首都阿拉木图的一次學生運動。当时苏联领导人戈尔巴乔夫下令撤销原哈萨克共产党主席丁穆罕默德·庫納耶夫的职位，并代之以一位俄族人根納季·瓦西里耶維奇·科爾賓。一些哈萨克学生走上街头抗议示威，很多群众也加入进来，但不久即遭到武装军警袭击，酿成流血冲突。

## 名稱
“阿拉木圖十二月事件”的名字來源於事件發生在1986年12月的阿拉木圖市；別稱“傑勒托克桑事件”則是因為“傑勒托克桑”是哈薩克語“Желтоқсан”的音譯，為“十二月”的意思，所以該事件也稱作“阿拉木圖十二月事件”。

## 導火線
1986年12月16日，哈薩克斯坦共產黨中央全會在阿拉木圖召開了創紀錄的會議。與會者只用18分鐘，便一致同意解除領導哈薩克斯坦將近30年的庫納耶夫的黨中央第一書記的職務。又一致選舉蘇共中央提名的烏里揚諾夫斯克黨組織領導人蓋納季·瓦西里耶維奇·科爾賓接替他的職務。

## 經過
全会召开的时间是1986年12月16日，而17日一早七八点钟，党中央大楼前的广场上便出现了第一批青年人，主要是首府高校的学生，约两三百人，打着反对中央全会决定的标语，对选举科爾賓表示不满。
1986年12月17日11时30分示威者离开广场，奔向城市各街道。广场内的人帮助新来的队伍冲破封锁，紧张的局势便出现了。从15时到17时，哈萨克斯坦党中央执行局的成员一直都站在广场观礼台上。他们呼吁集会群众解散，但回应的是一片嘘声和口哨声。雪球和冰块飞上观礼台。共和国最高苏维埃主席穆卡舍夫向集会群众讲话，他说游行群众提出的要求是没有道理的，号召大家解散。23时30分—24时，开始清场行动。行动后仍留在柏油马路上的人被集中起来用车运走。12月18日，党中央大楼前的广场上空荡荡，只有数量不多的好奇者。市内街道上偶尔还有为数不多的年轻人聚在一起，向巡逻车投掷石块。
根据努尔苏丹·纳扎尔巴耶夫在他的回忆录中的描述，他在离开根纳季·科尔宾的办公室后，朝广场走去。这个时刻成为了他人生中“之前”和“之后”的分界点。在广场上，抗议活动爆发，双方都没有准备好进行对话。一方指责抗议者，另一方则使用了石块和冰块。尽管暴力最初是由抗议者发起的，但警察和特种服务机构故意挑衅他们采取激烈的行为，以此为借口实施严厉的惩罚措施。12月17日晚，局势加剧。中央委员会一间办公室的窗户被火箭弹击中，导致起火。这成为了启动严厉镇压抗议活动的理由。纳扎尔巴耶夫认为，特种服务机构故意挑起事端，将武器塞给抗议者，以煽动暴力。